# Solanum vaccinioides
Solanum vaccinioides är en potatisväxtart som beskrevs av Rudolf Schlechter. Solanum vaccinioides ingår i släktet skattor som ingår i familjen potatisväxter. Inga underarter finns listade i Catalogue of Life.